# Tribunal militaire de Metz
Le tribunal militaire, appelé autrefois Militärgericht, est un édifice militaire construit à Metz à la fin du XIXe siècle. Le bâtiment, sis rue du Cambout, est aujourd’hui le siège du conseil des prud’hommes de Metz.

## Contexte historique
Pendant l’annexion, Metz se transforme sous l’action des autorités allemandes qui décident de faire de son urbanisme une vitrine de l’empire wilhelmien. L’éclectisme architectural se traduit par l’apparition de nombreux édifices de style néoroman, tels la poste centrale, le temple Neuf ou une nouvelle gare ferroviaire ; de style néogothique, tels le portail de la cathédrale et le temple de Garnison, ou encore de style néorenaissance tel le palais du Gouverneur. Le Tribunal militaire illustre parfaitement cette politique de germanisation, par l’architecture, déployée par Guillaume II, pour asseoir son emprise sur la ville.

## Construction et aménagements
L’édifice présente deux ailes reliés par un avant-corps. La façade est percée de larges baies cintrées. La construction en pierre de Jaumont et moellons est de style néo-médiéval. Huit tourelles d’angles et des créneaux, purement décoratifs, couronnent les pavillons latéraux.
L'aile sud-est du bâtiment, autrefois plus longue au sud d'une cinquantaine de mètres, se voit aujourd'hui réduite par la construction de bâtiment de la seconde moitié du XXe siècle le long de la rue Haute-Seille.

## Affectations successives
Lors de la seconde annexion de la Moselle par l’Allemagne, le tribunal a servi de prison à des déserteurs de la Wehrmacht, notamment des lorrains incorporés de force, mais aussi à des membres du groupe Mario, en septembre et octobre 1943.
Après la bataille de Metz, des collaborateurs et des sympathisants nazis y ont été emprisonnés. D’autres, comme Anton Dunckern ou Fritz Kirchdorfer, le commandant du Camp de Woippy, y ont été jugés. Dans les années 1950, le tribunal est toujours en activité. En décembre 1952, deux médecins SS du camp de concentration de Natzwiller-Struthof y ont été jugés. Deux ans plus tard, en juin et juillet 1954, les dirigeants du même camp ont à leur tour été condamnés.
Le tribunal militaire conserve sa destination première jusqu’en 1982, date de dissolution des tribunaux militaires d’exception. Aujourd’hui, l’édifice accueille le siège du conseil des prud’hommes de Metz. Son état de conservation est satisfaisant, malgré quelques signes mineurs de décrépitude.